# Julbach (Oberösterreich)
Julbach ist eine Gemeinde in Oberösterreich im Bezirk Rohrbach im oberen Mühlviertel mit 1528 Einwohnern (Stand 1. Jänner 2025). Die Gemeinde liegt im Gerichtsbezirk Rohrbach.

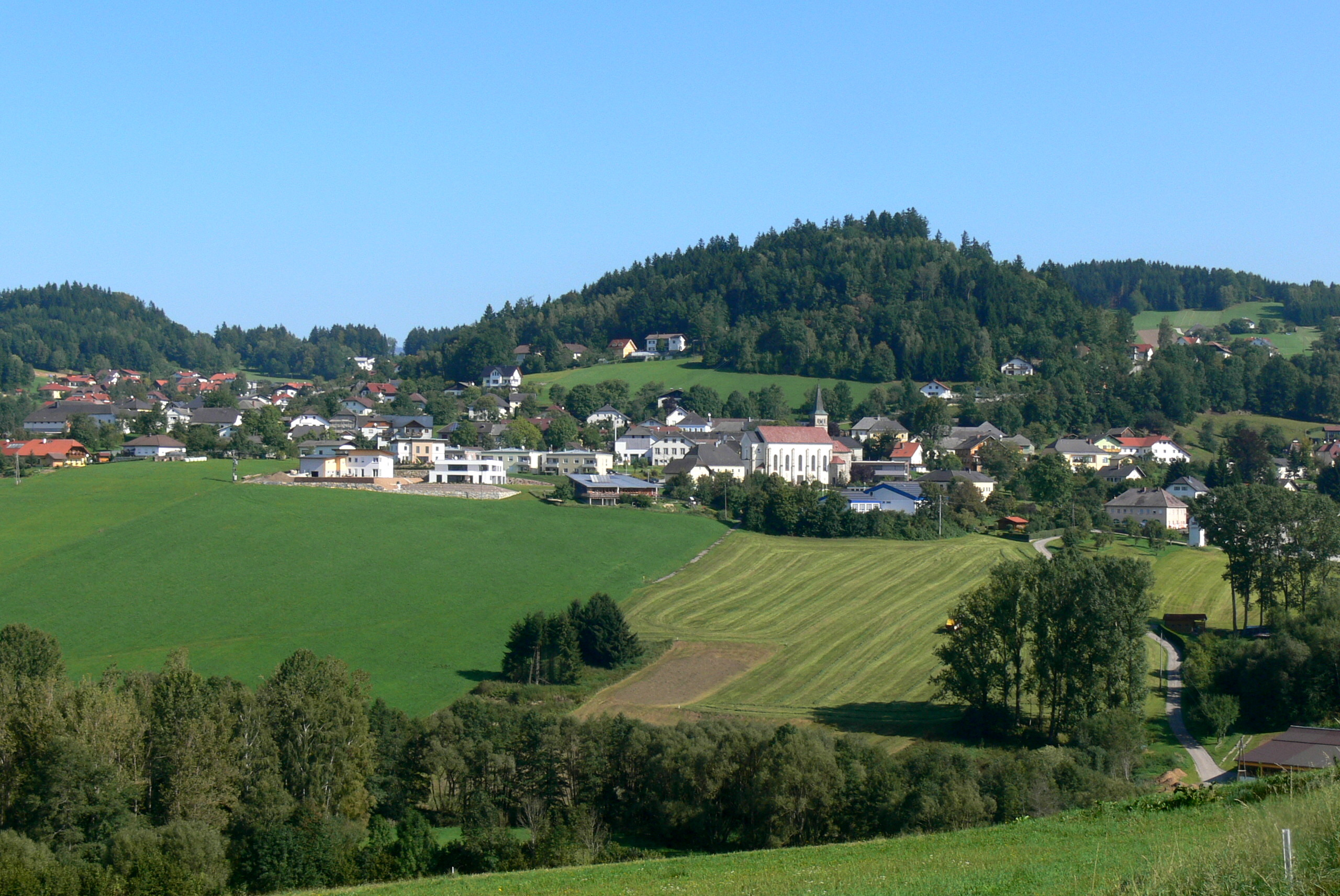
Ortsansicht

## Geographie
Julbach liegt auf einer Höhe von 588 m ü. A. im nordwestlichen Teil des Bezirks Rohrbach im oberen Mühlviertel. Bezogen auf die naturschutzfachliche Raumgliederung gehört das gesamte Gemeindegebiet zum Südlichen Böhmerwaldausläufer. Die Ausdehnung beträgt von Nord nach Süd 7,2 km, von West nach Ost 7,7 km, die Gesamtfläche umfasst 21,77 km². Julbach ist damit flächenmäßig im oberen Mittelfeld der Gemeinden des Bezirks Rohrbach. Mit 72 Einwohnern pro km² lag die Gemeinde 2013 im oberen Drittel der Gemeinden des Bezirks. Während der Hauptort der Gemeinde auf rund 600 Meter liegt, verteilen sich die übrigen Ortschaften der Gemeinde auf bis zu 700 Meter Seehöhe. Die höchste Erhebung, der Schläger Berg, liegt mit 843 Metern im Süden des Gemeindegebietes. 2001 war das Gemeindegebiet zu 31 Prozent bewaldet, 64 Prozent der Fläche wurden landwirtschaftlich genutzt. Im Vergleich mit dem Bundesland Oberösterreich ist Julbach damit etwas weniger bewaldet als der Landesschnitt (Oberösterreich: 38,3 Prozent) bzw. besteht wesentlich mehr landwirtschaftliche Nutzfläche (Oberösterreich: 49,3 Prozent). Der Anteil sonstiger Nutzungen (Bauflächen, Gärten, Gewässer und anderes) liegt mit rund 5 Prozent deutlich hinter dem Oberösterreichischen Durchschnitt von 13,8 Prozent. Nachbargemeinden sind Ulrichsberg im Norden, Peilstein im Mühlviertel im Osten und Nebelberg im Süden. Im Westen verläuft die Staatsgrenze zu Deutschland, wobei Julbach an den Landkreis Passau grenzt.

### Geologie und Böden
Die Landschaft des Gemeindegebietes ist ein Teil der Böhmischen Masse, die auf ein sehr altes Gebirge zurückgeht, das durch die Variszische Gebirgsbildung im Paläozoikum (Karbon) entstand. Nach der starken Erodierung des ehemaligen Hochgebirges kam es während der Alpidischen Gebirgsbildung im Tertiär zur Aufhebung des kristallinen Grundgebirges um mehrere 100 Meter, wodurch Brüche und Störungen entstanden. In weiterer Folge kam es im Tertiär und Quartär zur Ablagerung von Sedimenten. Als dominante Gesteine finden sich im Gemeindegebiet ältere Granite. Sie gehören zu den ersten während der Gebirgsfaltung erstarrten Magmaserien, weisen eine typische Grobkörnigkeit auf und bedingen einen unruhigen Landschaftscharakter mit raschem Wechsel von Kuppen und Senken. Im Gemeindegebiet herrschen silikatische Braunerden, die sich auf Graniten und Gneisen bilden, als Bodentyp vor. Die leichten bis sehr leichten Böden sind in ihrer Qualität generell nährstoffarm und in ihrer Nutzung von der Tiefgründigkeit und der Wasserversorgung abhängig. Die Bodenart ist generell lehmiger Sand bzw. sandiger Lehm, als Humusform dominiert an trockenen Standorten Moder, ansonsten Mull. Zudem kommen im Talbereich der Kleinen Mühl Gley-Böden vor, die auch im Bereich von Quellvernässungen, Gräben, Mulden und an Hangfüssen vorkommen. Podsol besteht im Talbereich des Finsterbaches sowie im Tal der Kleinen Mühl südlich der Ortschaft Julbach.

### Landschaft und Vegetation
Julbach liegt am Übergang des Böhmerwaldes in die offene Kulturlandschaft und ist von flachen, nur zum Böhmerwald-Hauptkamm hin ausgeprägteren Mittelgebirgsformen geprägt. Das Tal der Kleinen Mühl durchschneidet die Gemeinde in Nordwest-Südost-Richtung, wodurch auch die Landschaft in zwei Teilgebiete zerfällt. So findet sich im Westen und Osten eine Stufenrainlandschaft mit zahlreichen Heckenfragmenten, das von der Talbodenlandschaft der Kleinen Mühl mit extensiv genutzten Feuchtwiesen durchbrochen wird. Die Stufenrainlandschaft ist vorrangig landwirtschaftlich geprägt, bildet jedoch mit sehr vielen Landschaftselementen eine strukturierte Agrarlandschaft. Es bestehen hier größere zusammenhängende Waldgebiete vor allem in Kuppenlagen, wobei die Wälder teilweise gemischte Bestände aufweisen, während sich in höheren Lagen reine Nadelwaldbestände finden. In der Landwirtschaft dominiert die intensive Grünlandwirtschaft, teilweise besteht auch Ackerland. Das Gebiet des Talraums der Kleinen Mühl umfasst den dicht verbauten Talraum und die begleitenden Erhebungen. Wie auch im übrigen Gemeindegebiet besteht hier großteils intensiv genutztes Grünland bzw. wenig Ackerland, wobei sich im Bereich der Tallandschaft der Kleinen Mühl extensives naturschutzfachlich bedeutendes Grünland erhalten hat. Die Waldflächen in diesem Bereich sind im Norden geschlossen, nordöstlich dringen Randzonen großer Waldflächen ein, wobei überwiegend Nadelwald besteht. Zudem kommt eine Vielzahl an Kleinstwaldflächen mit überwiegend Laubgehölzen in diesem Gebiet vor.

### Gemeindegliederung
Das Gemeindegebiet umfasst folgende Ortschaften (in Klammern Einwohnerzahl Stand 1. Jänner 2025):
- Bräuerau (82)
- Hinterschiffl (44)
- Hochkraml (66)
- Julbach (870)
- Kriegwald (138)
- Leithen (38)
- Niederkraml (99)
- Oberthiergrub (31)
- Präuer (20)
- Sagberg (74)
- Unterthiergrub (8)
- Vorderschiffl (45)
- Vorderschlag (13)

### Nachbargemeinden
| Breitenberg |                                             | Ulrichsberg              |
|             | Kompassrose, die auf Nachbargemeinden zeigt |                          |
| Wegscheid   | Nebelberg                                   | Peilstein im Mühlviertel |

## Geschichte
Namensherkunft: Der Name Jugelbach (Jubelbach von Jubilo oder Jubo?) Erscheint urkundlich 1160 im OÖ.Urbar auf. Die Volksbezeichnung ist seit alters her „im Julwa“. (Der Ort bestand sicher schon im 11. Jahrhundert.)
Ursprünglich im Ostteil des Herzogtums Bayern liegend, gehörte der Ort seit dem 12. Jahrhundert zum Herzogtum Österreich. Seit 1490 wird er dem Fürstentum Österreich ob der Enns zugerechnet.
Seit 1918 gehört der Ort zum Bundesland Oberösterreich. Nach dem Anschluss Österreichs an das Deutsche Reich am 13. März 1938 gehörte der Ort zum Gau Oberdonau. Nach 1945 erfolgte die Wiederherstellung Oberösterreichs.
Julbach war ab 1850 Teil des Gerichtsbezirks Aigen. 2003 wurde der Gerichtsbezirk Aigen aufgelöst und die Gemeinde dem Gerichtsbezirk Rohrbach zugewiesen.
Während der Flüchtlingskrise in Europa 2015 wurden tausende Flüchtlinge durch Julbach nach Deutschland geschleust.

### Bevölkerungsentwicklung
2013 lebten in der Gemeinde Julbach 1.571 Menschen, womit Julbach im oberen Drittel der 42 Gemeinden des Bezirks lag. Ende 2001 waren 98,0 Prozent der Bevölkerung österreichische Staatsbürger (Oberösterreich 92,8 Prozent, Bezirk Rohrbach 96,9 Prozent), bis zum Jahresbeginn 2013 stieg der Wert auf 97,7 Prozent (Oberösterreich 91,1 Prozent, Bezirk Rohrbach 96,9 Prozent) an. Insgesamt wurden 2013 in der Gemeinde nur 36 Ausländer gezählt, die zu mehr als 90 Prozent aus den EU-Ländern stammten. Insgesamt 102 Gemeindebewohner waren im Ausland geboren worden. Zur römisch-katholischen Kirche bekannten sich 2001 96,9 Prozent der Einwohner (Oberösterreich: 79,4 Prozent), 1,6 Prozent waren ohne Bekenntnis, 0,6 Prozent evangelisch.
Der Altersdurchschnitt der Gemeindebevölkerung lag 2001 etwa im Landesdurchschnitt. 19,0 Prozent der Einwohner von Julbach waren jünger als 15 Jahre (Oberösterreich: 18,8 Prozent), 60,3 Prozent zwischen 15 und 59 Jahre alt (Oberösterreich: 61,6 Prozent). Der Anteil der Einwohner über 59 Jahre lag mit 20,7 Prozent knapp über dem Landesdurchschnitt von 20,2 Prozent. Der Altersdurchschnitt der Bevölkerung von Julbach veränderte sich in der Folge vor allem in den ersten beiden Segmenten. Der Anteil der unter 15-jährigen sank per 1. Jänner 2013 auf 13,3 Prozent, während sich der Anteil der Menschen zwischen 15 und 59 Jahren auf 70,1 Prozent deutlich erhöhte. Der Anteil der über 59-jährigen sank hingegen auf 16,7 Prozent. Nach dem Familienstand waren 2001 48,1 Prozent der Einwohner von Julbach ledig, 43,3 Prozent verheiratet, 7,0 Prozent verwitwet und 1,6 Prozent geschieden.
Die Bevölkerungszahl von Julbach sinkt seit 1981 leicht, da zwar die Geburtenbilanz positiv ist, diese aber durch die negative Wanderungsbilanz – mit der Ausnahme zwischen den Jahren 1991 bis 2001 – aufgehoben wurde.

## Kultur und Sehenswürdigkeiten

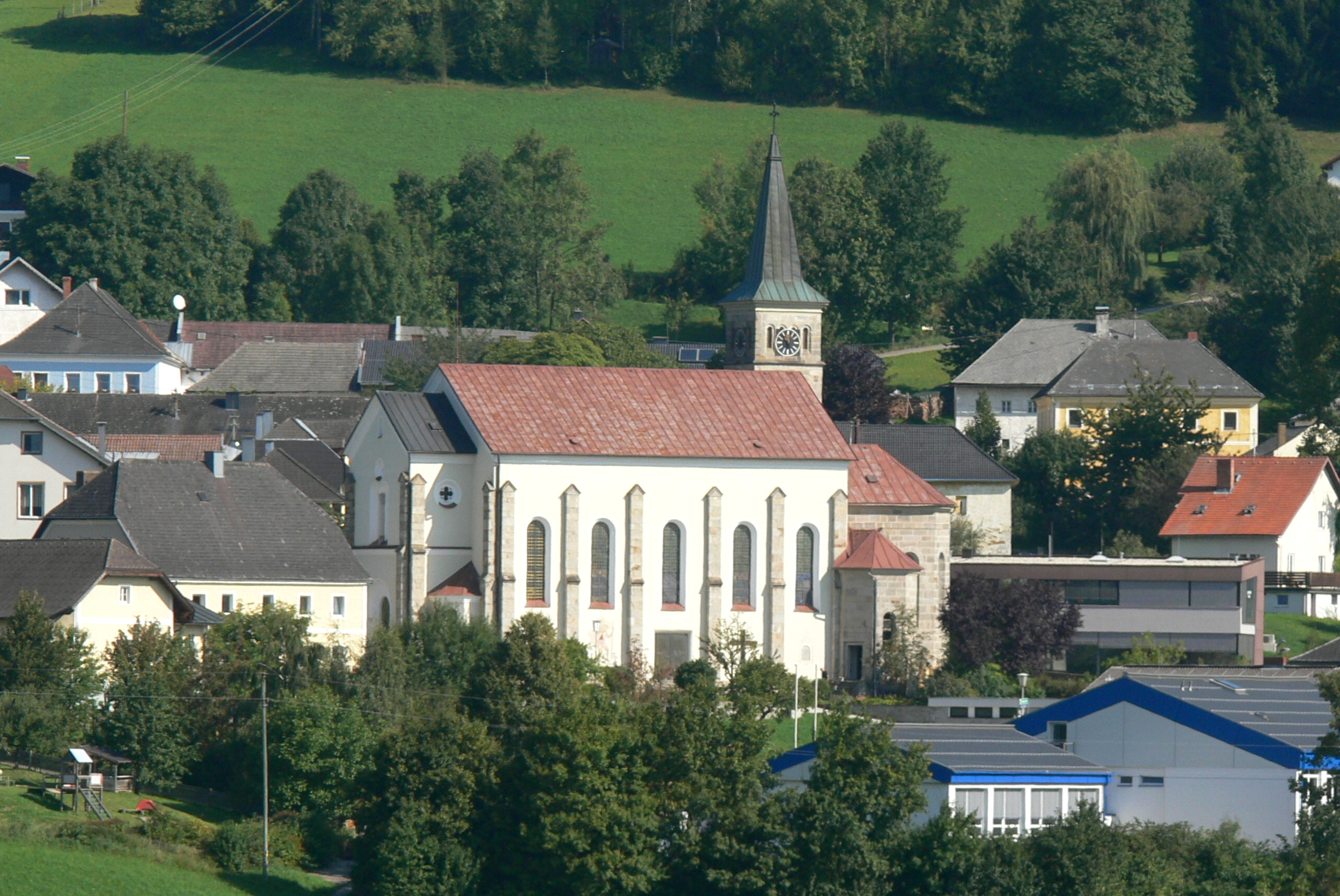
Pfarrkirche Julbach

- Katholische Pfarrkirche Julbach hl. Anna
- Kalvarienberg
- Pfarrhof

## Wirtschaft und Infrastruktur
Julbach ist eine kleinstrukturierte Gemeinde mit wenigen kleinen Gewerbebetriebe mit maximal 20 Arbeitsplätzen.

### Wirtschaftssektoren
Von den 103 landwirtschaftlichen Betrieben des Jahres 2010 waren 29 Haupterwerbsbauern. Diese bewirtschafteten 57 Prozent der Flächen. Im Produktionssektor arbeiteten 26 Erwerbstätige in der Bauwirtschaft, 7 im Bereich Herstellung von Waren und je 4 im Bergbau und in der Energieversorgung. Die wichtigsten Arbeitgeber des Dienstleistungssektors waren die Bereiche soziale und öffentliche Dienste (31), Handel (25) und Beherbergung und Gastronomie (18 Mitarbeiter).
| Wirtschaftssektor            | Anzahl Betriebe | Anzahl Betriebe | Erwerbstätige | Erwerbstätige |
| Wirtschaftssektor            | 2011            | 2001            | 2011          | 2001          |
| ---------------------------- | --------------- | --------------- | ------------- | ------------- |
| Land- und Forstwirtschaft 1) | 103             | 132             | 51            | 105           |
| Produktion                   | 15              | 12              | 41            | 53            |
| Dienstleistung               | 39              | 28              | 92            | 84            |

1) Betriebe mit Fläche in den Jahren 2010 und 1999

## Politik

### Gemeinderat
Der Gemeinderat als oberstes Gremium der Gemeinde umfasst 19 Sitze und wird alle sechs Jahre im Zuge oberösterreichweiter Gemeinderatswahlen gewählt. Der Gemeindevorstand setzt sich aus fünf Mitgliedern zusammen. Stärkste Fraktion im Gemeinderat von Julbach war lange Zeit die ÖVP, die zwischen 1945 und 1991 bei Gemeinderatswahlen die absolute Stimmen- und Mandatsmehrheit erreichte. Ihr bestes Wahlergebnis hatte die ÖVP 1945 mit 76,3 Prozent. Im Jahr 2003 wurde sie jedoch mit nur noch 43,7 Prozent und ihrem bisher schlechtesten Ergebnis von der SPÖ überholt. Die SPÖ kam zwischen 1945 und 1973 auf Ergebnisse zwischen 15,9 und 37,6 Prozent, wobei sie mit einer Ausnahme immer zweitstärkste Partei im Gemeinderat war. Die FPÖ trat 1949 als VdU an und konnte mit 23,6 Prozent die SPÖ überholen. Danach kandidierte sie jedoch bis in die 1980er Jahre nicht in der Gemeinde. 1985 scheiterte sie knapp am Einzug in den Gemeinderat, der 1991 gelang.
- Mit den Gemeinderats- und Bürgermeisterwahlen in Oberösterreich 1997 hatte der Gemeinderat folgende Verteilung: 10 ÖVP, 8 SPÖ und 1 FPÖ.[14]
- Mit den Gemeinderats- und Bürgermeisterwahlen in Oberösterreich 2003 hatte der Gemeinderat folgende Verteilung: 10 SPÖ und 9 ÖVP.[15]
- Mit den Gemeinderats- und Bürgermeisterwahlen in Oberösterreich 2009 hatte der Gemeinderat folgende Verteilung: 9 SPÖ, 9 ÖVP und 1 FPÖ.[16]
- Mit den Gemeinderats- und Bürgermeisterwahlen in Oberösterreich 2015 hatte der Gemeinderat folgende Verteilung: 9 SPÖ, 8 ÖVP und 2 FPÖ.[17]
- Mit den Gemeinderats- und Bürgermeisterwahlen in Oberösterreich 2021 hat der Gemeinderat folgende Verteilung: 11 SPÖ, 7 ÖVP und 1 FPÖ.[18]

### Bürgermeister
Der Bürgermeister wird seit 1997 in einer Direktwahl bestimmt, wobei es bei keiner absoluten Mehrheit für einen Kandidaten zu einer Stichwahl kommt. Die erste Direktwahl konnte Adolf Salzinger (SPÖ) für sich entscheiden, wobei er sich im ersten Wahlgang mit 53,6 Prozent gegen den Kandidaten der ÖVP durchsetzen konnte. Salzinger kürte sich damit zum ersten SPÖ-Bürgermeister der Gemeinde. Salzinger konnte sich auch 2003 mit 64,8 und 2009 mit 51,9 Prozent im ersten Wahlgang durchsetzen. Bei der Wahl 2015 wurde der SPÖ-Kandidat Johannes Plattner mit 54,2 Prozent der Stimmen zum Bürgermeister gewählt und 2021 mit 79 Prozent wiedergewählt.
Bürgermeister seit 1850:
| Amtszeit  | Name            | Amtszeit  | Name              |
| --------- | --------------- | --------- | ----------------- |
| 1850–1861 | Michael Gabriel | 1945–1947 | Josef Geier       |
| 1861–1864 | Augustin Prügl  | 1945–1947 | Josef Geier       |
| 1864–1870 | Mathias Prigl   | 1947–1955 | Josef Reif        |
| 1894–1900 | Anton Müschgl   | 1955–1961 | Heinrich Wöß      |
| 1900–1919 | Heinrich Wöss   | 1961–1969 | Johann Kraml      |
| 1919–1922 | Josef Grims     | 1969–1992 | Alfred Fischer    |
| 1922–1933 | Peter Krenn     | 1992–1997 | Erwin Gabriel     |
| 1933–1942 | Heinrich Wöß    | 1997–2015 | Adolf Salzinger   |
| 1942–1945 | August Leitner  | seit 2015 | Johannes Plattner |

### Sonstige Wahlen
Wie bei Gemeinderatswahlen dominierte die ÖVP auch bei Landtagswahlen in der Gemeinde. Mit Ausnahme des Jahres 2003 konnte die ÖVP dabei immer die absolute Stimmenmehrheit erreichen. Ihr bisher bestes Ergebnis hatte die ÖVP 1945 mit 76,3 Prozent, ihr bisher schlechtestes im Jahr 2003 mit 46,7 Prozent. Die SPÖ kam seit 1945 auf Ergebnisse zwischen 15,8 Prozent und 43,6 Prozent, wobei sie ihr schlechtestes Ergebnis in der Gemeinde 1949 verzeichnete. Seit 1973 erzielte die SPÖ bei Landtagswahlen mindestens 28 Prozent, 2003 kam sie mit 43,6 Prozent auf ihr bisher bestes Ergebnis. Die FPÖ-Vorgängerpartei VdU erzielte in der Gemeinde 1949 bis 1995 18 bzw. 14 Prozent, danach kam die FPÖ lange Zeit nicht über drei Prozent hinaus. 1991 konnte sie mit 7,3 Prozent erstmals wieder ein nennenswertes Ergebnis für sich verbuchen, 1997 erzielte sie 12,0 Prozent. Nach einem Rückschlag auf 4,8 Prozent 2003 erholte sich die FPÖ im Anschluss wieder. Bei der letzten Landtagswahl 2009 kam die ÖVP mit 50,4 Prozent und ihrem bisher zweitniedrigsten Ergebnis auf den ersten Platz. Die SPÖ kam nur noch auf 30,1 Prozent und musste damit rund 14 Prozent ihrer Stimmenanteile abgeben. Die FPÖ erreichte mit 12,4 Prozent ihr bisher bestes Ergebnis, die Grünen kamen auf nur 3,7 Prozent.

### Wappen
Die Gemeinde Julbach bestimmte mit Beschluss des Gemeinderats am 25. September 1971 die Gestaltung des Gemeindewappens sowie die Gemeindefarben (Blau-Weiß). Das Wappen wurde in der Folge durch Beschluss der oberösterreichischen Landesregierung vom 15. November 1971 verliehen bzw. die Gemeindefarben genehmigt. Die Blasonierung des Wappens lautet: „Geteilt; oben in Silber nebeneinander zwei schwarze, achtspeichige Räder; unten in Blau ein goldener, beladener Kelheimer.“ Dabei nimmt das Wappen Bezug auf die Geschichte der Gemeinde. Die achtspeichigen Räder symbolisieren dabei den schon in frühgeschichtlicher Zeit bekannten Handelsweg, der von den Anlegeplätzen der Schiffe an der Donau über das heutige Gemeindegebiet insbesondere Salz nach Böhmen transportierten. Das Schiff steht neben diesem Transportweg auch für die Ortsnamen „Vorder- und Hinterschiffl“ bzw. „Schifflberg“. Der Entwurf stammt von Johann Kraml aus Julbach.

## Persönlichkeiten

### Söhne und Töchter der Gemeinde
- Erwin Reiter (1933–2015), österreichischer Bildhauer, Professor der Hochschule für Gestaltung, Linz (OÖ)

### Mit der Gemeinde verbundene Persönlichkeiten
- Edda Seidl-Reiter (1940–2022), österreichische Textilkünstlerin und Malerin